# Kaddi Cutz
Kaddi Cutz (* 17. März 1982 in Hannover) ist eine deutsche Autorin, Moderatorin, Slam-Poetin und Restaurantkritikerin.

## Leben
Cutz ist erfolgreiche Teilnehmerin bei Poetry Slams im gesamten deutschsprachigen Raum, mehrfach qualifizierte sie sich für die deutschsprachigen Meisterschaften. 2016 wurde sie sächsische Vize-Landesmeisterin in Leipzig, im Jahr 2018 wurde sie Dresdener Stadtmeisterin. Auch als Organisatorin und Moderation von Poetry Slams ist sie in Sachsen aktiv, unter anderem in Dresden, wo sie die Veranstaltungsreihe Geschichten übern Gartenzaun ausrichtet. 2014 erschien ihr erstes Buch "Voll viel Geräusch", eine Sammlung ihrer Bühnentexte sowie Prosa. 2017 folgte mit "Warum ich meistens keinen Freund habe – und wenn, dann nur kurz" ein weiterer Erzählband. Beide Bücher erschienen im zwiebook-Verlag. Darüber hinaus ist Cutz mit Texten in diversen Anthologien sowie Literaturzeitschriften vertreten und ist Herausgeberin der Anthologie "The Zaund of Groove" (Zwiebook, 2021) sowie Mit-Herausgeberin der inklusiven Anthologie "Weil Vielfalt fetzt" (Brimborium, 2022). Cutz arbeitet als Freie Journalistin und Restaurantkritikerin. Sie war Teil des Autorenteams des Projekts "Wirte im Lockdown" der Münchner Fotografin Helena Heilig, die während der Corona-Pandemie 192 Wirtinnen und Wirte in ihren leeren Gasträumen porträtierte. Sie schrieb einige der Begleittexte, die im Rahmen diverser Ausstellungen und im begleitenden Bildband veröffentlicht wurden. Kaddi Cutz leitet Workshops zu den Themen Poetry Slam und Kreatives Schreiben.

## Privates
Cutz ist Diplom-Sozialpädagogin und lebt in Dresden.

## Veröffentlichungen
- Voll viel Geräusch. zwiebook, 2014, ISBN 978-3-943451-08-5.
- Warum ich meistens keinen Freund habe – und wenn, dann nur kurz. 2017, ISBN 978-3-943451-32-0.
- Wirte im Lockdown. Fotografien von Helena Heilig, 2021, ISBN 978-3-00-068741-9.